# Ópera de Lyon
La Ópera de Lyon es un teatro de ópera, sede de la Ópera Nacional de Lyon, situado en Lyon, Francia .
De estilo italiano, con forma de herradura y seis líneas de palcos en cascada, fue diseñado por Jacques-Germain Soufflot, creador del Panthéon de París e inaugurado en 1831. Entre 1985 y 1993, el arquitecto Jean Nouvel amplió el edificio.